# ローナン・ケラハー
ローナン・ケラハー（Rónan Kelleher、1998年1月24日 - ）は、ユナイテッド・ラグビー・チャンピオンシップ、レンスターに所属するラグビー選手。

## プロフィール
- アイルランド・ダブリン出身。
- ポジションはフッカー(HO)。
- 身長 183cm、体重 105kg
- 兄のキアンもラグビー選手[1]。
- U20アイルランド代表に選ばれたことがある[2]。
- アイルランド代表キャップは18（2022年12月現在）。
- ブリティッシュ・アンド・アイリッシュ・ライオンズに選ばれたことがある[3]。

## 略歴
2019年、レンスターに加入。 